# Saison 1999-2000 du Paris Saint-Germain
Maillots
Chronologie
Saison précédente Saison suivante
La saison 1999-2000 du Paris Saint-Germain est la trentième saison de l'histoire du club. Le PSG participe alors au championnat de Ligue 1, à la Coupe de France, à la Coupe de la Ligue.